# برسنیتسا (ورانگه)
برسنیتسا (به صربی: Bresnica) یک منطقهٔ مسکونی در صربستان است که در ناحیه پچینیا واقع شده‌است. برسنیتسا ۴۱۰ نفر جمعیت دارد.